# Le Vin bourru
 (décembre 2012).
Le Vin bourru est une autobiographie de la jeunesse de Jean-Claude Carrière publiée en 2000.

## Résumé
L'auteur est né en 1931 à Colombières-sur-Orb dans l'Hérault. Ses parents vivent des châtaignes et de la vigne (1ha). Le vin bourru était le 1er vin bu, qui avait un duvet : la bourre. À cette époque, rien ne se jetait. Le village était criblé de puits. L'eau courante n'est arrivée que dans les années 1960. Il a beaucoup braconné dans l'Orb voisine, aujourd'hui polluée. Après 1945, les jeunes partent pour la ville et les châtaigniers sont abandonnés.